# Zugsjön
Zugsjön (tyska: Zuger See) är en sjö i kantonerna Zug och Schwyz i Schweiz. Sjön har en area på 38 km² och ligger 414 meter över havet. Det största djupet är 198 meter. Floden  Lorze, ett tillflöde till Reuss, rinner genom norra delen av sjön som  delas av den skogstäckta halvön Chiemen i två avsnitt, den djupa södra delen och den jämförelsevis grunda norra delen. Vid det smalaste stället ligger strandlinjerna ungefär 1 000 meter från varandra.
Strax söder om Zugsjön ligger massivet Rigi. På norra sidan av sjön finns inga större bergmassiv så därför kommer många turister hit för att iaktta solnedgången "i vattnet". 
Fram till början av 1900-talet var Zugsjön näringsfattig men den blev snart en av Schweiz mest förorenade sjöar. Trots olika skyddsåtgärder förbättras vattnets kvalitet bara långsamt. På grund av den höga halten fosfor i sjön växer många alger i dess övre vattenskikt. När algerna bryts ner förbrukar de syre och det ger syrebrist i sjöns djupa regioner. Zugsjön avvattnas bara i norra delen och vattnet stannar i genomsnitt 14 år i sjön. 1953 byggdes ett reningsverk vid staden Zug och 1977 ett andra reningsverk för 14 kommuner i regionen. Idag (2020) har fosforhalten sjunkit från 1980-talets 200 mikrogram per liter 
(µg/l) till 80 µg/l, men målet är 40 µg/l. Man överväger därför att röra om i sjön, genom att blåsa in luft, så att sedimentet på botten av sjön lättare kan ledas bort av Lorze.
Längs Zugsjöns strandlinje förekommer huvudsakligen byggnader. Bara i norra delen finns nämnvärda områden med bladvass. Vid flera ställen bildar de döda växtdelarna torv som tidigare blev utnyttjad av regionens befolkning.
I Zugsjön registrerades 32 fiskarter. Större betydelse som matfisk har sik (Coregonus), en variant av fjällröding, abborre och gädda. Den lokala varianten av fjällröding nämns 1281 för första gången i en urkund och den användes under senare medeltiden även som betalningsmedel. För dessa matfiskar finns några avelsanläggningar längs sjöns strandlinje.

## Bildgalleri

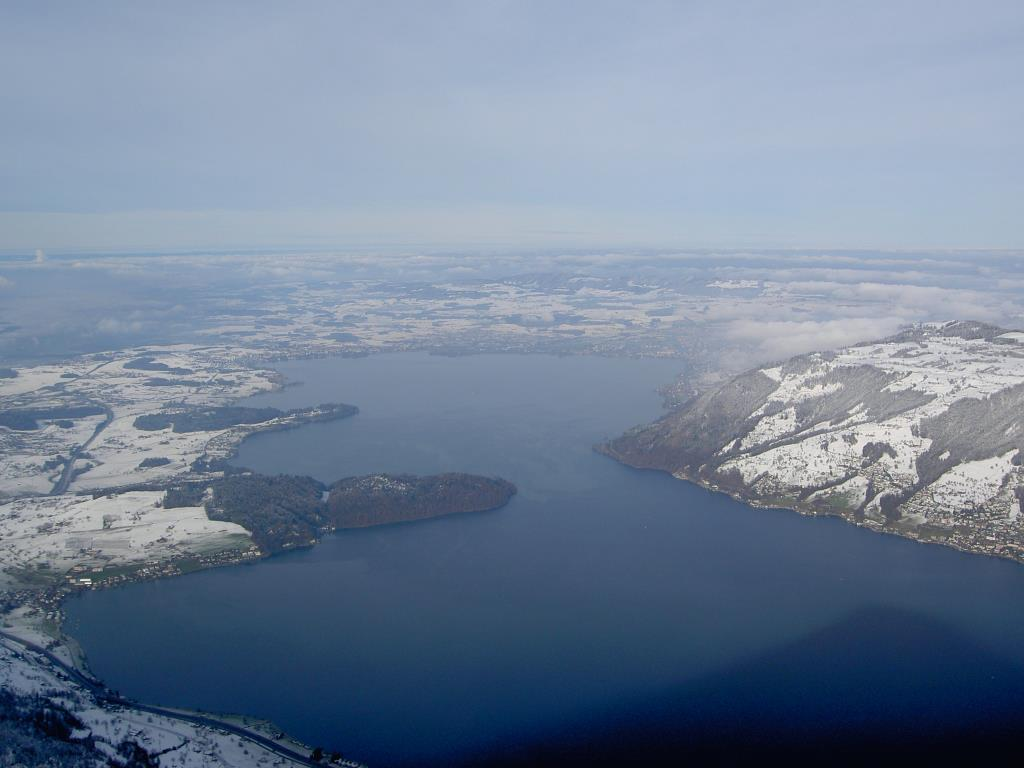
Flygfoto
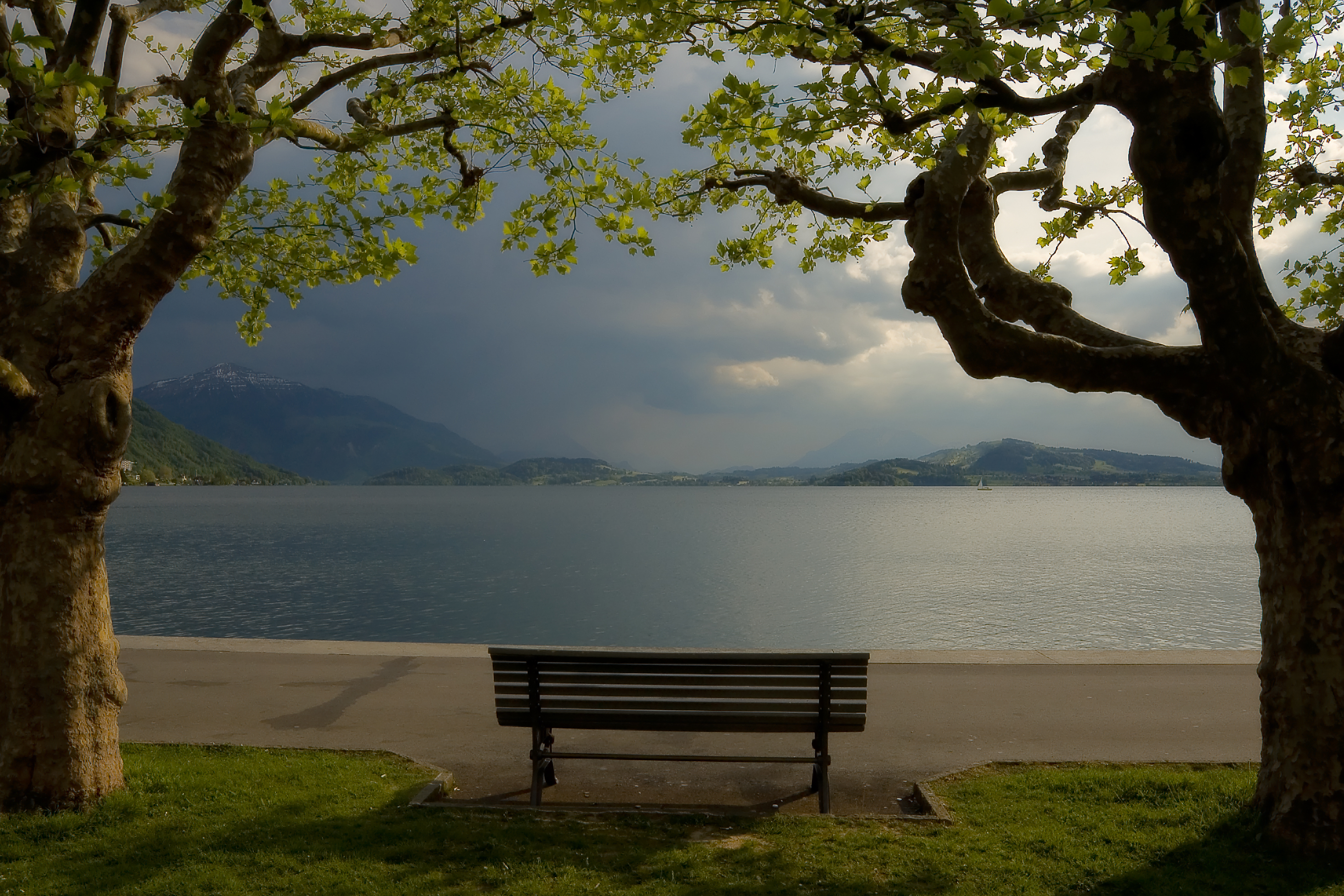
Vy över Zugsjön mot berget Rigi
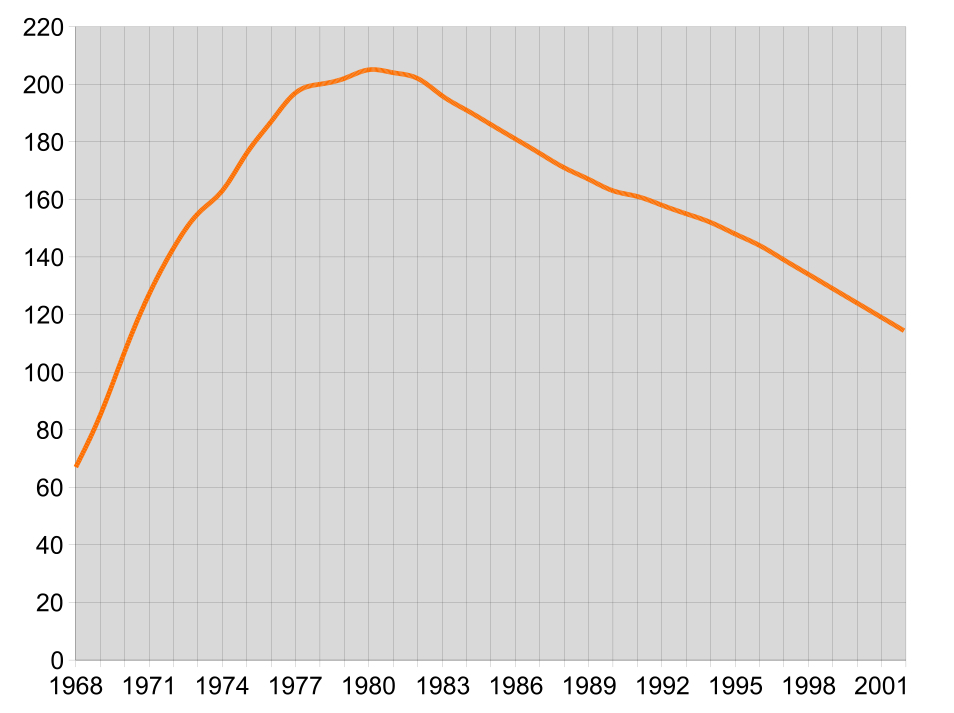
Diagram över andelen fosfor i sjön (µg/l)